# (8068) Vishnureddy
(8068) Vishnureddy es un asteroide perteneciente al cinturón de asteroides, región del sistema solar que se encuentra entre las órbitas de Marte y Júpiter.
Fue descubierto el 6 de marzo de 1981 por Schelte John Bus  desde el Observatorio de Siding Spring, Nueva Gales del Sur, Australia.

## Designación y nombre
Designado provisionalmente como 1981 EQ28, fue nombrado por Vishnu Reddy (n. 1978) quien es profesor de investigación en la Universidad de Dakota del Norte y científico visitante en el Instituto Max Planck para la investigación del sistema solar. Se especializa en el estudio espectroscópico de planetas menores y actualmente analiza la composición de Vesta en apoyo de la misión Dawn.

## Características orbitales
Vishnureddy está situado a una distancia media del Sol de 2,752 ua, pudiendo alejarse hasta 3,302 ua y acercarse hasta 2,203 ua. Su excentricidad es 0,200 y la inclinación orbital 3,392 grados. Emplea 1667,78 días en completar una órbita alrededor del Sol.

## Características físicas
La magnitud absoluta de Vishnureddy es 13,68. Tiene 5,229 km de diámetro y su albedo se estima en 0,282.